# Pierre Ier d'Alençon
Pour les articles homonymes, voir Pierre d'Alençon.
Titres
Comte d'Alençon
mars 1268 – 6 avril 1283
Comte de Blois, de Chartres et seigneur de Guise
1272 – 6 avril 1283
Pierre de France ou Pierre d'Alençon (né le 29 juin 1251 à Château-Pèlerin, royaume franc de Jérusalem, Israël actuel, mort le 6 avril 1283 à Salerne, royaume de Naples, Italie actuelle) est un prince français, 5e fils de Saint Louis, roi de France, et de Marguerite de Provence. Il est comte d'Alençon de 1268 à 1283, comte de Blois, de Chartres et seigneur de Guise de 1272 à 1283.

## Biographie
Il naît durant la septième croisade dans la forteresse templière de Château-Pèlerin, où sa mère Marguerite de Provence séjourne à l'écart des combats, après avoir donné naissance à un quatrième fils en Égypte.
Il vit à Paris, jusqu'en 1268, année où en mars son père lui donne en apanage et en pairie le comté d'Alençon et du Perche, ainsi que les seigneuries de Mortagne-au-Perche et de Bellême.
Il accompagne son père à Tunis lors de la huitième croisade (1270), mais cette expédition s'avère être un fiasco, en raison de l'épidémie de dysenterie qui décime l'armée des croisés. Son père, ainsi que son frère aîné Jean Tristan succombent à la maladie.

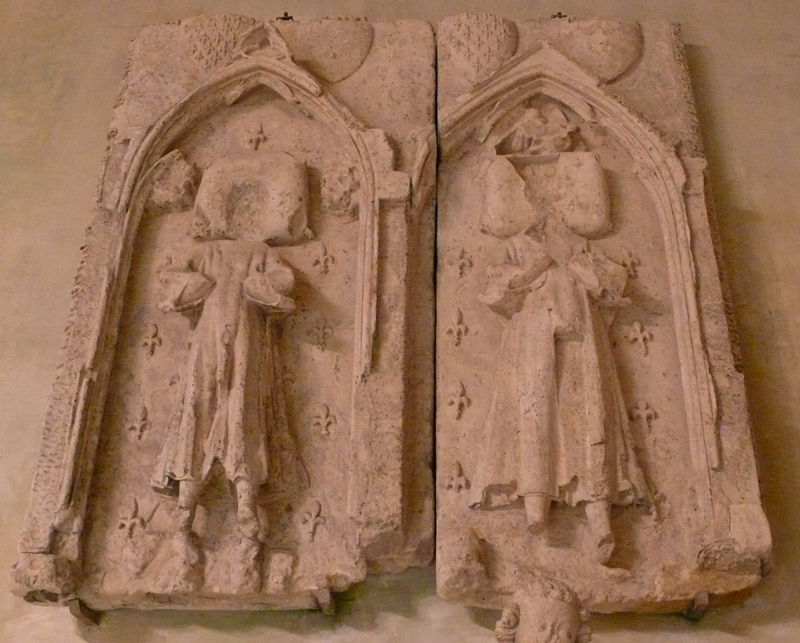
Tombeau de ses fils, Louis et Philippe, inhumés dans l'abbaye de Royaumont.

De retour en France, il épouse en 1272 Jeanne de Châtillon (v. 1254-† 1291) (promise en février 1263), qui lui apporte les terres de Blois, Chartres et Guise.
Le couple a deux fils qui meurent en très bas-âge :
- Louis (1276-1277) ;
- Philippe (1278-1279).

En 1282, après les Vêpres siciliennes, il se rend dans le royaume de Naples pour porter secours à son oncle paternel Charles Ier d'Anjou. Il guerroie pour le compte de Charles, mais meurt à Salerne le 6 avril 1283. Son corps est ramené aux Cordeliers de Paris, où il est inhumé, et son cœur porté dans l'église des dominicains.
Après sa mort, sans enfant survivant, son apanage d'Alençon retourne à la Couronne, sa veuve ne se remarie pas et vend, en 1286, le comté de Chartres à Philippe IV le Bel. Blois et Guise passèrent alors à un cousin de la famille de Châtillon.

## Armoiries
| Blason | Blasonnement : « d'azur semé de fleurs de lys d'or à la bordure de gueules chargée de besants d'argent ». Commentaires : Armoiries de Pierre de France, comte d'Alençon, avant 1270. |

| Blason | Blasonnement : « d'azur semé de fleurs de lys d'or à la bordure de gueules ». Commentaires : En 1270, à la mort de son frère Jean Tristan, il reprend à son compte les armoiries de ce dernier. |